# Chiesa della Santissima Annunziata (Rionero in Vulture)
La chiesa della Santissima Annunziata è una chiesa parrocchiale di Rionero in Vulture, sita nell’omonimo rione.

## Storia
La data esatta di costruzione della chiesa è ignota, tuttavia è certo sia stata edificata nella prima metà del ‘700, infatti si ha una prima citazione della chiesa negli Atti Visitali del 1759. La sua costruzione si deve a Marcantonio Di Silvio, uomo di nobile lignaggio, che la volle come cappella privata. 
L'edificio si presentava a navata unica con soffitto in legno e capriate a vista. La chiesa divenne parrocchia nel 1780, come si evince dai primi registri di battesimo, e tale fu per circa un decennio fino a quando, negli anni 90 del ‘700, furono effettuati degli interventi di restauro. 
La parrocchia, su richiesta dei cittadini, venne spostata nella chiesa della Madonna di Caravaggio, dove rimase fino al maggio del 1831. Il devastante terremoto del 1851 danneggiò gravemente la struttura che venne in seguito pesantemente rimaneggiata e ampliata, mantenendo la navata unica che fu coperta da una volta a botte. 
La chiesa fu più volte restaurata consolidata per tutto il XX secolo, a causa dei terremoti degli anni 1930 e 1980 e nel 2013 sono stati eseguiti importanti lavori di restauro conservativo e strutturale che hanno restituito alla chiesa l’aspetto originale.

## Descrizione
La chiesa fu costruita in pietra calcarea locale e presenta una pianta centrale ad una sola navata. La facciata è tripartita da quattro lesene che sostengono la trabeazione ed il timpano triangolare, che ospita un oculo. Il portale in pietra è incorniciato da scanalature e contiene due ante decorate da lamine bronzee, le quali raffigurano la Risurrezione e l’Annunciazione della Vergine.

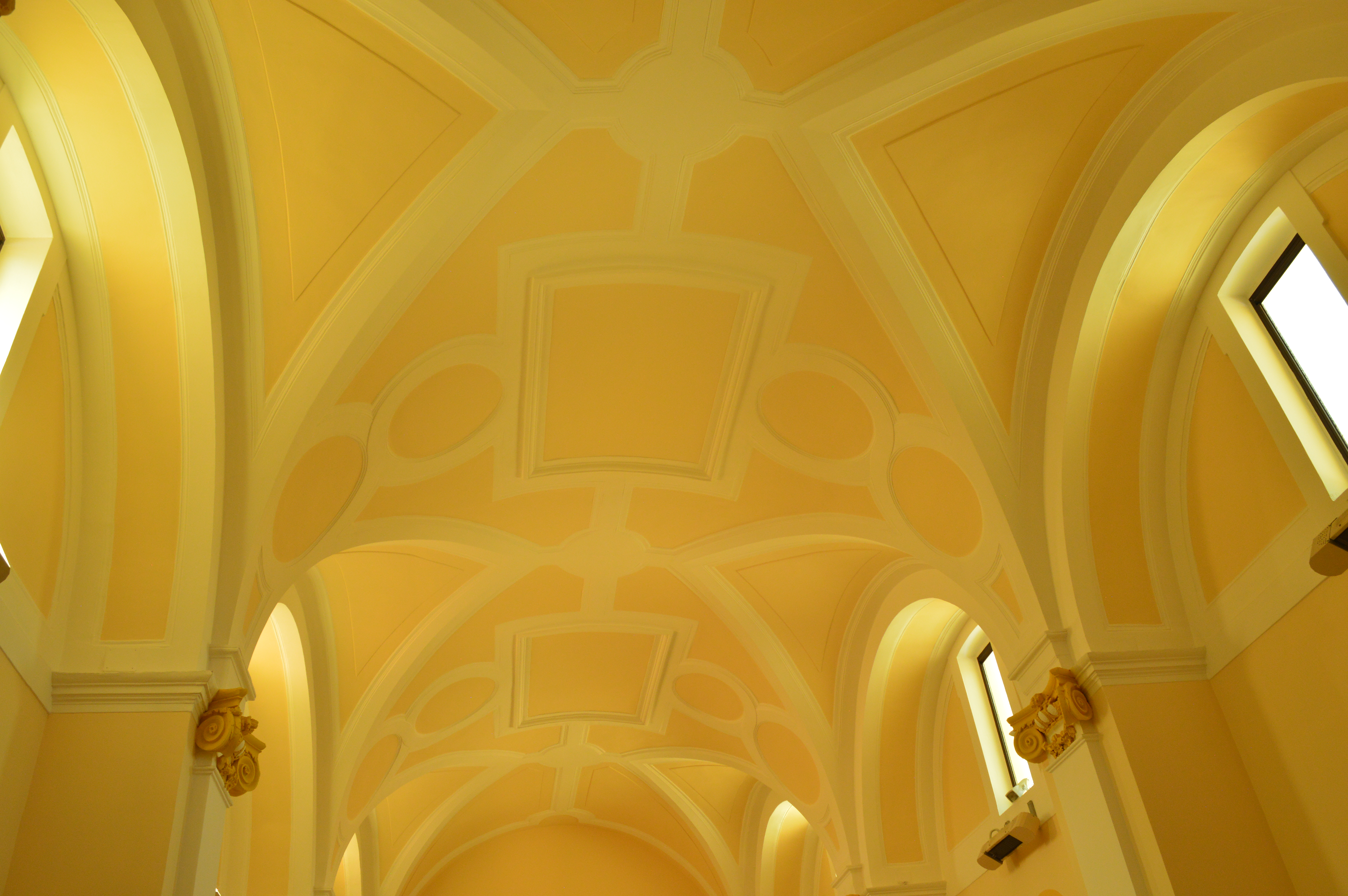
La volta della chiesa

La navata centrale è coperta da una volta a botte decorata da semplici stucchi ed è sorretta da lesene sovrastate da capitelli compositi con motivi floreali. L’arco trionfale è adornato da stucchi con putti alati e motivi floreali.
La chiesa presenta tre cappelle laterali per lato. Partendo da destra troviamo un’acquasantiera realizzata nel 1917 ed un Crocifisso in cartapesta del XX secolo. 
Nella terza cappella di destra un altare novecentesco, precedentemente dedicato alla Madonna del Buon Consiglio, con una nicchia che ospita ora la statua del Sacro Cuore di Gesù.

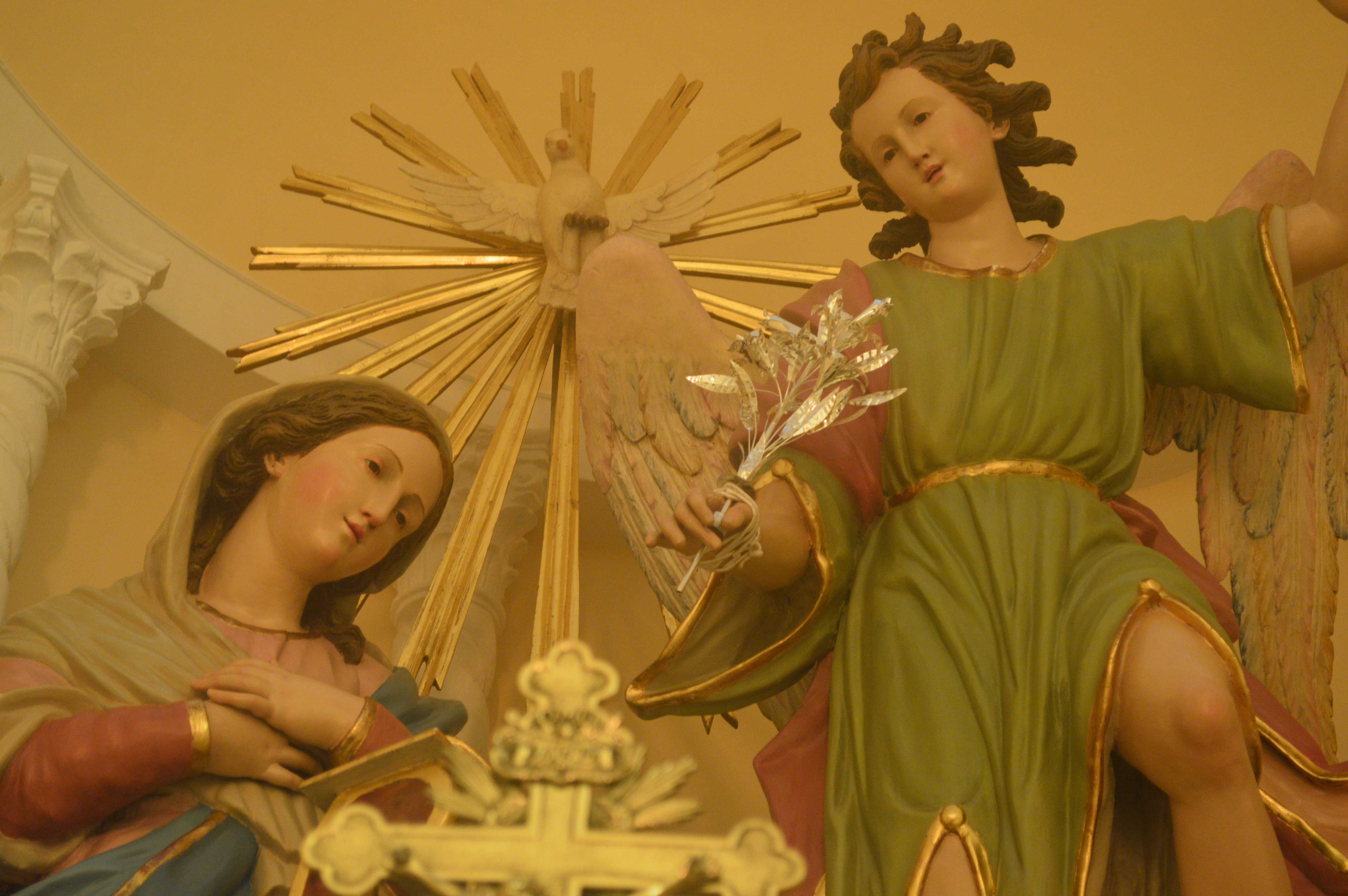
Gruppo scultoreo del XVIII secolo

Nella seconda cappella di sinistra un altare novecentesco sovrastato da tre effigi raffiguranti (da sinistra) la Madonna di Caravaggio, Sant’Antonio di Padova e San Donato Vescovo (quest’ultimo recentemente sostituito dall’effigie della Madonna di Medjiugorje). 
Nella terza cappella di sinistra una nicchia contenente le statue dei Santi Medici Cosma e Damiano. La nicchia fu modificata nel 2018 sulla base di un altare novecentesco (ora rimosso) ed è decorata internamente dalla rappresentazione di un cielo stellato realizzato con polvere di lapislazzuli e oro in polvere.
Il presbiterio ha una pianta trapezoidale ed è coperto da una volta a crociera con nervature e motivi floreali. Quivi l’altare maggiore, novecentesco, sovrastato dalla nicchia colonnata contenente il gruppo scultoreo dell’Annunciazione, realizzato in legno da artigiani locali tra la seconda metà del ‘700 e gli inizi dell’800 e rappresenta la vergine Maria, l’Arcangelo Gabriele e la raffigurazione dello Spirito Santo, coronato da una raggiera dorata. Il gruppo scultoreo fu restaurato nelle cromie originali, rimuovendo le recenti ridipinture, in occasione del restauro del 2013.

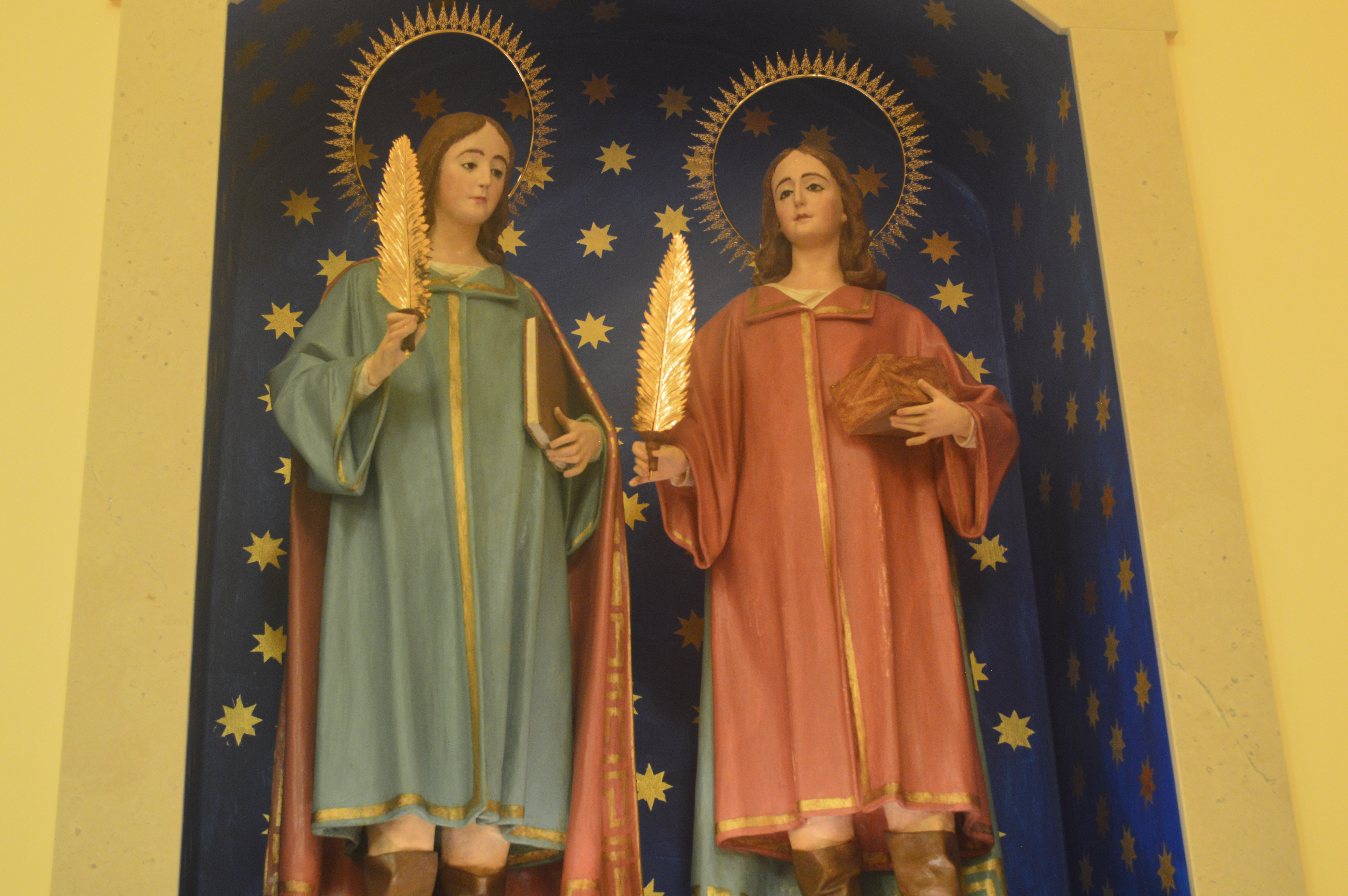
Le effigi dei Santi Medici

## Tradizioni
Agli inizi del Novecento nella parrocchia furono introdotte le statue dei Santi Medici Cosma e Damiano, per volere del parroco dell'epoca, insieme ad una reliquia degli stessi santi, che motivò la volontà di onorarli come patroni della parrocchia.